# Johannetta Elisabeth von Nassau-Dillenburg
Johannetta Elisabeth von Nassau-Dillenburg (* 13. Februar 1593 in Dillenburg; † 13. September 1654) war eine Gräfin aus dem Haus Nassau-Dillenburg, die während fast der gesamten Zeit des Dreißigjährigen Krieges und noch darüber hinaus die Regentschaft über die Grafschaft Limburg führte.

## Leben

### Familie
Johannetta Elisabeth war eine Tochter des Grafen Johann VI. von Nassau-Dillenburg und seiner dritten Ehefrau Johannetta von Sayn-Wittgenstein. Am 8. Dezember 1616 wurde sie in Bentheim die Ehefrau von Graf Konrad Gumprecht von Bentheim-Limburg (1585–1618). Dieser litt seit Jahren unter einer schweren, wohl chronischen Krankheit, ungeklärter Natur, die mit großer Wahrscheinlichkeit die Ursache für seinen Tod nach nur fünfzehnmonatiger Ehe war. Johannetta Elisabeth hatte auf Schloss Hohenlimburg, dem Wohnsitz des Paares, im September 1617 ihr einziges Kind, den Sohn Wilhelm zur Welt gebracht. Für ihn, den Erben der Grafschaft Limburg, übernahm sie die vormundschaftliche Regentschaft unter Mitwirkung von Agnaten der Häuser Bentheim und Nassau. Im Juni 1618 wurde diese Vereinbarung von Kaiser Matthias bestätigt. Als Wilhelm mit nur neun Jahren am 26. November 1626 starb, erlosch auch die Nebenlinie Limburg des Grafenhauses Bentheim.
Eigentlich endete dadurch auch Johannetta Elisabeths politisches Wirken, denn als neuer Herr zog auf Schloss Hohenlimburg der jüngste Bruder ihres verstorbenen Mannes ein, Graf Friedrich Ludolf von Bentheim-Alpen (1587–1629). Johannetta Elisabeth befand sich nun in einer prekären Lage, denn das ihr im Ehevertrag zugesicherte Wittum Linnep im Herzogtum Berg war verpachtet. Die Bentheimer versuchten sich damit zu entschuldigen, dass niemand mit dem plötzlichen Tod des Erbgrafen gerechnet habe. Und da auch die Unterhaltsgelder nur sporadisch eingingen, war sie nicht nur wohnungslos, sondern auch relativ mittellos, was sie dazu zwang sich bei ihren Nassauer Verwandten wenigstens vorübergehend eine Bleibe zu suchen. Nach etlichen Wechseln ihres Aufenthaltsortes wurde ihre Situation durch die Bentheimer etwas entschärft, indem sie auf einen der Witwensitze ihrer verstorbenen Schwiegermutter abgeschoben wurde. Der Endpunkt ihrer Reise nach vielen Schicksalsschlägen schien erreicht, bis im Jahr 1629 Graf Friedrich Ludolf starb, der unverheiratet und kinderlos geblieben war.

### Regentschaft unter schwierigen Bedingungen
Erbe der Grafschaft Limburg wurde, nach dem Tod ihres Schwagers, ihr Neffe, Graf Moritz von Bentheim-Tecklenburg (1615–1674). Bis zu seiner Volljährigkeit übernahm dessen Mutter die Regentschaft über die Grafschaft Tecklenburg, während seine Tante Johannetta Elisabeth für ihn Limburg regierte. Im Jahr 1638 wurde zwischen beiden die Vereinbarung getroffen, die Regentschaft seiner Tante zu verlängern und ihr das Schloss und die Grafschaft Limburg als Ersatz für die ihr zugesagte Witwenversorgung zu überlassen. Die vom Dreißigjährigen Krieg in Mitleidenschaft gezogenen Grafschaften, die außer langjährigen Einquartierungen unterschiedlichster Truppenverbände und Plünderungen auch vor Pestepidemien nicht verschont geblieben waren, machten das Regieren ohnehin nicht gerade einfach; so bot sich Moritz die Gelegenheit, sich intensiver um Tecklenburg zu kümmern und Limburg in guten Händen zu wissen.
Die reale Situation wurde durch den Dreißigjährigen Krieg immer komplizierter. Von Ende Dezember 1633 bis zum Jahr 1636 war die Hohenlimburg durch kaiserliche Truppen besetzt, die hier ihre Kommandostelle einrichteten. Die Versuche der Gräfin, die Kurfürsten von Mainz und Köln um Unterstützung zu bitten, selbst ihre Briefe an den Kaiser änderten an der Situation nichts. Ihre persönlichen Gegenstände, die sie nicht rechtzeitig zu ihrem Bruder hatte schaffen können, waren ein vergleichsweise kleiner Verlust, denn nach dem Abzug der Kaiserlichen im Jahr 1636 war die Hohenlimburg durch Brandstiftung schwer beschädigt zurückgelassen worden. Als wäre dies alles nicht schlimm genug, brach noch die Pest aus, was Johannetta Elisabeth an ihre psychischen Grenzen brachte. Von den Bentheimern, die selbst unter dem Krieg litten, waren keine Geldleistungen zu erwarten; hier setzte man voraus, dass Johannetta Elisabeth von ihren reichen Verwandten Unterstützung bekäme, bei denen sie während der Besetzung der Hohenlimburg Unterkunft und Versorgung erhalten hatte. Ihre nächste Befürchtung war die Besetzung der Grafschaft durch hessische Truppen. Ihre zahlreichen Briefe nach Cassel in dieser Angelegenheit waren hier nicht umsonst, Landgräfin Amalie Elisabeth verzichtete auf Kontributionsleistungen der Grafschaft Limburg.
Die Gefahr, die Grafschaft Limburg zu verlieren, drohte aus einer völlig anderen Richtung. Der Kurfürst von Brandenburg meldete Besitzansprüche an. Bereits Kurfürst Johann Sigismund hatte im Jahr 1619, nach der Beendigung des Jülich-Klevischen Erbfolgestreits, durch kurbrandenburgische Beamte an die Kirchentüren der Grafschaft Limburg Verlautbarungen heften lassen, in denen er sich als Landesherr der Öffentlichkeit präsentieren wollte, da er (wie auch sein Nachfolger Georg Wilhelm) die vormundschaftliche Regentschaft Johannetta Elisabeths nicht anerkannte. Auf Weisung von Johannetta Elisabeth waren diese Pamphlete von gräflichen Beamten schnellstmöglich wieder entfernt worden. Durch den für Bentheim positiven Ausgang eines Prozesses vor dem Reichskammergericht konnten die Brandenburger Ambitionen vorerst gestoppt werden. Prinz Friedrich Heinrich von Oranien gab seiner Cousine dabei moralischen Beistand. Aus einem Schreiben an die Bentheimer von ihm geht hervor, dass Johannetta Elisabeth einzig einen Drosten zur Unterstützung hatte und über keine Räte verfügte, somit personell zu erwartender Attacken Brandenburgs relativ schutzlos ausgeliefert sein würde. Gegen Ende des Dreißigjährigen Krieges flammte der Konflikt erneut auf. Diesmal war es Kurfürst Friedrich Wilhelm von Brandenburg der im Jahr 1647 eine noch härtere Gangart einlegte und der Gräfin mit militärischer Gewalt drohte. Er begründete seinen Anspruch damit, „daß das Hauß Limburgh ein Bergisch Lehen seye und […] S. Churfl. Dhl. Vorfahren als Graven zu der Marck die Landtsobrigkeit und Hoheit in der Vest Limburgh herbracht …“. Durch das Eingreifen von Johannettas Bruder, Graf Johann Ludwig von Nassau-Hadamar, Gesandter am kaiserlichen Hof sowie bei den Friedensverhandlungen in Münster, konnte die Grafschaft für das Haus Bentheim-Tecklenburg vor Ansprüchen des brandenburgischen Kurfürstenhauses gerettet werden. Im März 1649 wurde der Streit mit einem Vertrag zwischen Kurfürst Friedrich Wilhelm und Graf Moritz von Bentheim-Tecklenburg beigelegt.
Erst wenige Jahre vor Johannetta Elisabeths Tod trat Graf Moritz als Mitregent in Erscheinung, der ab 1654 als alleiniger Landesherr auch die Grafschaft Limburg regierte.

## Die „Weiße Frau“ auf Schloss Hohenlimburg

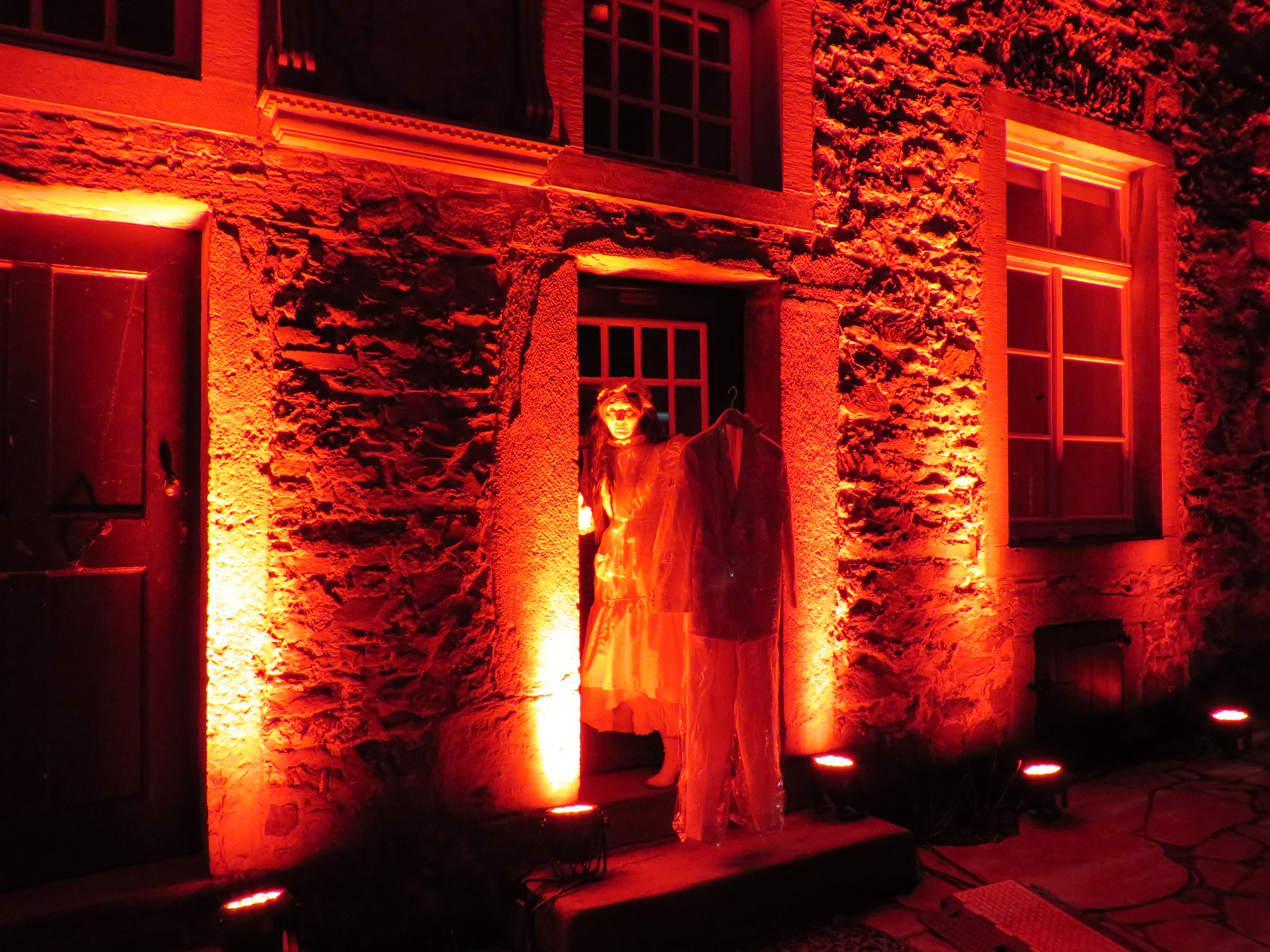
Die „Weiße Frau“ auf Schloss Hohenlimburg. Der Sage nach wohnte einst Johannetta Elisabeth auf dem Schloss und soll durch das tragische Ende ihres Mannes und ihres Sohnes noch heute ihrem Glück auf dem Schloss hinterherspuken.

Gräfin Johannetta Elisabeth, die viele Schicksalsschläge verkraften musste und mehrere Jahre ihres Lebens auf Schloss Hohenlimburg verbrachte, soll als „Weiße Frau“ dort den Schlossbesuchern von Zeit zu Zeit erscheinen. Da besonders die kleinen Besucher erwarten, die Erscheinung auch tatsächlich zu sehen, haben sich Künstler bereit erklärt, durch ihre Auftritte diese Termine für die Gräfin zu übernehmen.